# حوني
حوني فرعون مصري قديم من الأسرة الثالثة خلال عصر الدولة القديمة التي استمرت لمدة 24 عاما. ترتيبه الزمني كآخر فراعنة الأسرة الثالثة أمر مؤكد إلى حد ما، لكن لم يتضح تحت أي اسم باليونانية سرده المؤرخ مانيتون. العديد من علماء المصريات يعتقدون أن حوني كان والد والسلف المباشرة للملك سنفرو، ولكن هذا الأمر لا يزال نقاشًا جاريًا.

## طالع أيضًا
- قائمة ملوك مصر القديمة